# Pwn
Pwn — интернет-мем; выражение в культуре геймеров. Употребляется в англоязычной интернет-среде, используется людьми, говорящими стилем leet. «Pwn» — сленговое выражение, которое образовалось от глагола own («иметь»). Означает, что говорящий одолел своего противника и присвоил себе что-либо. Подразумевает унижение соперника, нередко используется в компьютерных играх. Часто употребляется при выражении насмешки над противником, который был побеждён. Например, «You just got pwned».
В жаргоне скрипт-кидди pwn означает контроль над другим компьютером (сервером или ПК), веб-сайтом, шлюзом или приложением. Является синонимом взлома, например, джейлбрейка iOS.   
Одна из групп исследователей в области безопасности присуждает награды Pwnie Awards.  
Популярность этого слова среди подростков-тинейджеров возросла в середине 2000-х годов, слово перешло из письменной формы в устную.  

## Произношение
Поскольку PWN в основном используется только в интернете, у него нет общепринятого произношения: предлагаются транскрипции /oʊn/ (OHN), /pwoʊn/ (PWOHN), /poʊn/ (POHN), /pəˈʔoʊn/, /pɔːn/ (PAWN) , /piˈoʊn/ (pee-OHN), /pwiːn/ (PWEEN), и /puːn/ (POON) (возможно, из валлийского, слово имеет явную двусмысленность).  Первоначально pwn и его варианты произносились как /oʊn/, так же, как и own, а буква p не произносилась. Например, такое произношение можно было увидеть в Pure Pwnage.

## Комментарии
1. ↑   Слово «pwnage» можно произносить несколькими разными способами. Создатели шоу произносят его как «ownage». Возможно, «pwn» — это слово, связанное с опечаткой на клавиатуре (p и o на клавиатуре QWERTY находятся рядом), и поэтому оно произносится как «own».